# Історія Теребовлі (хронологія)

## Руський період
- Кінець IX ст. — ймовірне заснування міста Теребовлі.
- 1067 — Народження князя Василька Ростиславича.
- 1082 — Похід Василька Ростиславича в Польщу.
- 1084 — Вірогідний початок княжіння Василька Ростиславича в Теребовлю.
- 1091 — Василько Теребовельський очолює п'ятитисячну дружину русичів, яка допомагає Візантії у боротьбі з печенігами.
- 1092 — Похід князя Василька спільно з половцями в Польщу. Смерть Василькового брата Рюрика — князя Перемишльського.
- листопад 1097 — З'їзд князів у Любечі. Перша письмова згадка про Теребовлю в Іпатіївському літописі. Осліплення князя Василька.
- березень 1098 — Володар Ростиславич обложив Давида Ігоревича в Бужеську (тепер місто Буськ Львівської області) і примусив його звільнити князя Василька.
- весна 1098 — Володар і Василько облягають Володимир.
- квітень 1099 — Василько і Володар Ростиславичі перемагають великого київського князя Святополка на Рожному полі біля Золочева (див. Битва на Рожному полі).
- травень 1099 — Ростиславичі в союзі з Давидом Ігоревичем і половцями розбивають війська Святополка й угорського короля Коломана під Перемишлем.
- серпень 1100 — З'їзд князів в Увітичах зобов'язує Василька залишити Теребовль і жити в Перемишлі у Володаря. Ростиславичі ігнорують це рішення.
- 1117 — Володар і Василько Ростиславичі в союзі з Володимиром Мономахом облягають Ярослава Святополковича у Володимирі.
- 1122 — Володар потрапляє в полон до поляків. Василько, заплативши 2000 гривень срібла викупу, визволяє брата.
- 1123 — Володар і Василько в союзі з Ярославом, Святославом Ярополковичем, поляками, уграми і чехами облягають Андрія Володимировича, сина Мономаха, у Володимирі.
- 1124 — Смерть Василька і Володаря Ростиславичів. Початок княжіння Івана та Григорія Васильковичів у Теребовлі і Галичі.
- 1126 — Іван та Григорій Васильковичі беруть участь в усобиці братів Володаревичів на стороні Ростислава, князя перемишльського.
- весна 1138 — Іван та Григорій Васильковичі виступають на стороні київського князя Ярополка Володимировича у його боротьбі з чернігівським князем Всеволодом Ольговичем.
- 1139 — Іван Василькович — князь галицький, та Володимирко Володаревич — князь перемишльський, виступають на стороні київського князя Всеволода Ольговича у його боротьбі з волинським князем Ізяславом Мстиславичем.
- 1141 — Смерть князя Івана Васильковича в Галичі. Володимирко Володаревич об'єднує всю Галичину і переносить свою столицю з Перемишля у Галич.
- осінь 1141 — Протистояння військ великого київського князя Всеволода і галицького князя Володимирка під Теребовлем.
- лютий 1154  — Кривава січа під Теребовлем між військами великого київського князя Ізяслава і галицького князя Ярослава Осмомисла.
- 1209–1210 — Княжіння Ізяслава Володимировича, внука новгородського князя Ігоря Святославича, героя поеми «Слово о полку Ігоревім», у Теребовлю.
- Літо 1210 — Бій князя Ізяслава з угорсько-польськими військами та військами Данила Романовича біля річки Гнізни.
- 1214 — Польський князь Лешко Білий, не взявши Галича, пустошить усе довкола Теребовля, Моклекова і Збаража.
- 1214—1219 — Окупація Галичини Угорщиною. В Теребовлю як і в інших галицьких містах, розмістилась угорська залога.
- Весна 1227 — Угорський король Андрій II на короткий час здобуває Теребовль.
- початок 1241 — Здобуття Теребовля татаро-монголами.
- 1264 — Початок ймовірного княжіння Мстислава, сина Данила Галицького, в Теребовлю.
- 1289 — Початок княжіння Мстислава Даниловича у Володимирі.
- 1340 — Польський король Казимир Великий в числі інших галицьких міст на деякий час здобуває Теребовль.

## Польський період

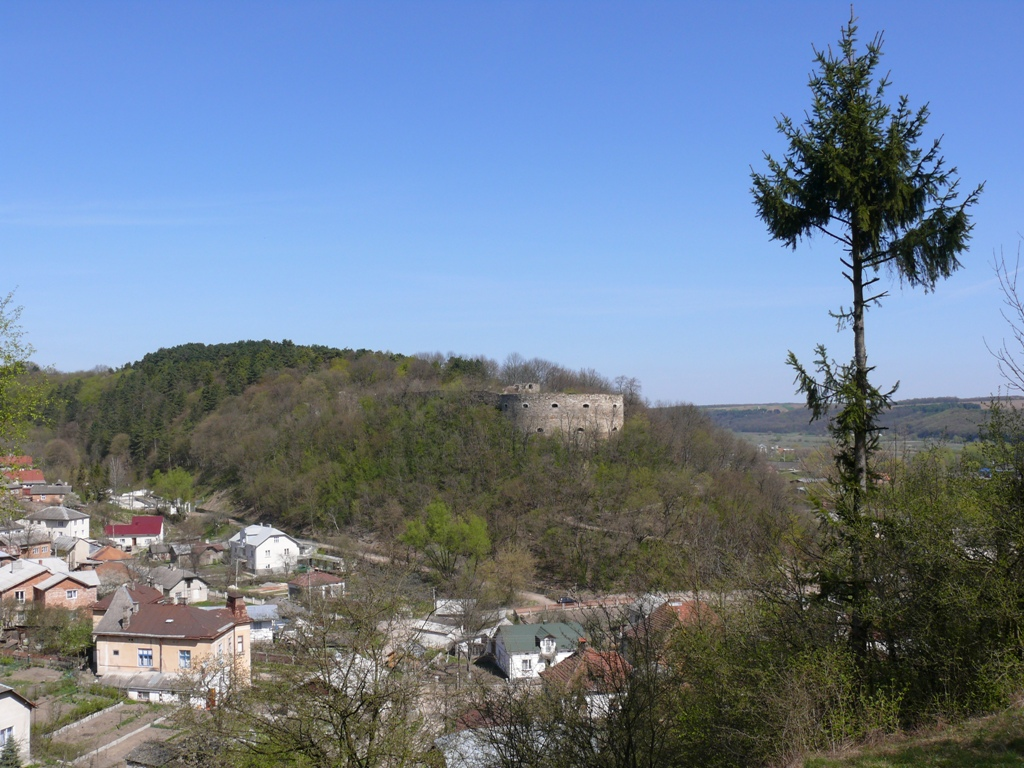
Теребовлянський замок. Сучасний вигляд

- 1349 — король Казимир III окуповує Галичину; Теребовль — у складі Польщі.
- 1360 — Будівництво в Теребовлю мурованого замку.
- 1370 — Галичина, а отже, й Теребовль, у складі Польщі переходить під владу угорського короля Людовіка I.
- 1372–1378 — Теребовль у складі «Руського королівства» перебуває під управлінням залежного від Угорщини Володислава Опольського.
- 1379–1387 — Перебування в Теребовлю, як і в інших галицьких містах, угорської залоги.
- 1387 — Польська королева Ядвиґа І та король Владислав II Яґайло проганяють угорців з Галичини. Теребовль — знову у складі Польщі.
- 1389 — Теребовля одержує маґдебурзьке право.
- 1413 — Перша письмова згадка про Домініканський монастир у Теребовлі та костел св. Миколая при ньому.
- 1415 — Заснування Бартошем Головацьким Нового міста на лівому березі Гнізни.
- 1425 — Перша письмова згадка про парафіяльний костел св. Трійці.
- 1430 — Боротьба в Теребовлянщині між польською окупаційною владою і русинами — прихильниками литовського князя Свидриґайла.
- 1434 — Теребовля стає повітовим містом Руського воєводства.
- 1453 — Татарський напад на Теребовлю та її околиці; були розбиті військом під проводом Івана — князя з Острогу (сина князя Василя[1]), відбито в них 9 000 полонених християн.
- 1467 — Новий татарський напад.
- 1498 — Напад молдавського господаря Штефана ІІІ на Теребовлю.
- 1498 — Привілей короля Яна Ольбрахта про звільнення теребовлянських міщан від податків на 8 років.
- 1503 — Напад татар на Теребовлю. Зруйнування монастиря домініканців і костелу.
- 1506 — Привілей, наданий місту королем Александром Яґеллончиком.
- 1508 — Напад татар і волохів на Теребовлю; сильна руйнація міста, ґродський (міський) суд тимчасово переносять до Бучача[2]
- 1509 — Привілей короля Сиґізмунда І Старого.
- 1515 — Напад татар і волохів на Теребовлю.
- 1518 — Привілей короля Сиґізмунда І Старого про звільнення міщан від податків і мит.

- 1534 — Теребовлянський староста Анджей Тенчинський капітально реставрує замок Казимира Великого (фактично будує новий замок).
- 1539 — Привілей короля Сиґізмунда I Старого — дозволено магістрату прибутки від продажу горілки використовувати на укріплення і розбудову міста.
- 1550 — Привілей короля Сиґізмунда II Авґуста про право відбувати щосуботи ярмарки в Теребовлі.
- 1551 — Детальна інвентаризація Теребовлянського замку.
- 1572 — У Теребовлі проведено люстрацію (перепис населення і будівель).
- 1575 — Спустошливий напад татар на Теребовлю.
- 1576 — Дипломом короля Стефана Баторія визначались територія і межі Теребовлі, встановлювався порядок всередині міського життя, надавались нові привілеї і підтверджувалися старі.
- 1576 — Перша письмова згадка про церкву св. Спаса.
- 1594 — Здобуття Теребовлі загонами Северина Наливайка.
- 1614 — Перша письмова згадка про церкву св. Миколая.
- 1617 — Прибуття ченців-кармелітів у Теребовлю.
- 1624 — Спорудження дерев'яного костелу та кляштору кармелітів.
- 1632 — Теребовлянський староста Олександр Балабан будує новий мурований замок на руїнах старого.
- 1635 — Будівництво кам'яного костелу оо. Кармелітів. Перебудова церкви св. Миколая.
- 1637 — Пожежа знищила місто.
- 1637—1648 — Місто відбудовується, обноситься валами і парканом.
- жовтень 1648 — Міщани здобувають замок і переходять на сторону Богдана Хмельницького.
- 1648 — Перша згадка про церкву св. П'ятниць і церкву святої Покрови.
- 1650 — Перша письмова згадка про Підгорянський монастир.
- 1650 — Страшний голод у Теребовлі.
- 1650 — Король Ян Казимир звільняє місто від податків і мит на 4, а пізніше на 8 років.
- 1652 — Морова зараза, яка здесяткувала населення міста.
- 1664 — Люстрація в Теребовлі.
- 1668 — Староста Теребовлі Рафал Казімеж Маковецький подарував монастирю Кармелітів с. Боричівку.
- 1672 — Король Михайло Вишневецький своїм привілеєм надає парохам теребовлянських церков Успіння, св. П'ятниць, св. Миколая такі права і вольності, як і латинському духовенству.
- 1672 — Напад турків на Теребовлю, під час якого вони нищать місто і здобувають замок.
- 1675 — Невдала довготривала облога замку турецькими військами Ібраґіма Шишмана. Подвиг Зоф'ї Хшановської.
- 1688 — Татари пограбували і спалили місто, зруйнували замок.
- 1706 — Під час Північної війни до Теребовлі вступили війська під командуванням Олександра Меньшикова.
- 1720 — Сутичка міщан із власником с. Іванівка Станіславом Шуманчовським.
- 1721 — Морова зараза в Теребовлі.
- 1729 — король Август II підтверджує місту давні привілеї.
- 1744 — король Август III підтверджує місту давні привілеї.
- 1765 — король Станіслав Август підтверджує місту давні привілеї.
- 1765 — Люстрація в Теребовлі.
- 1770 — Морова зараза в Теребовлі.

## Австрійський період
- 1772 — Перший поділ Речі Посполитої. Теребовля підпадає під владу Австрійської імперії.
- 1782 — Теребовля стає повітовим містом Тернопільського округу.
- 1789 — Закриття Підгорянського монастиря.
- 1809–1815 — Згідно з Шенбруннським договором, Теребовля входить до складу Росії.
- 1815 — Згідно з рішенням Віденського Конгресу, Теребовля — знову у складі Австрії.
- 1880 — Перша письмова згадка про Товариство тверезості в Теребовлі.
- 1885 — Теребовлю відвідав І. Я. Франко.
- 1886 — Перша письмова згадка про «Читальню» в Теребовлі.
- 1892 — Створення в Теребовлі товариства «Руська бібліотека».
- 1895 — Заснування позичкової каси «Поміч».
- 1896 — Через Теребовлю прокладено залізничну колію Тернопіль — Копичинці, що була частиною Галицької залізниці Львів—Чернівці.
- 1903 — Утворення філії «Руського товариства Педагогічного» (з 1910 р. — товариство «Рідна школа»).
- жовтень 1903 — Заснування Теребовлянської повітової філії товариства «Просвіта».
- 1905 — Будівництво читальні «Просвіти».
- жовтень 1907 — Відкриття Теребовлянської гімназії.
- 1912 — Заснування в Теребовлі Пластового куреня ім. Гетьмана Івана Мазепи.
- 1912 — Заснування філії товариства «Сільський господар». Будівництво дому українських купців (тепер навчальний корпус Вищого училища культури).
- 1912 — Збудовано будинок каси «Поміч», який став Народним Домом.

## 1914–1920
- 23 серпня 1914 — У Теребовлю вступають російські війська.
- 16 липня 1917 — У Теребовлю вступають австрійські війська.
- 3 листопада 1918 — У Теребовлі встановлюється українська влада. Місто — у складі ЗУНР.
- 3 червня 1919 — Теребовлю захоплює польська армія.
- 11 червня 1919 — Звільнення Теребовлі військами УГА під час Чортківської офензиви.
- початок липня 1919 — Повторний вступ польської армії у Теребовлю.
- 27 липня 1920 — Перший вступ більшовиків у Теребовлю.
- 17 вересня 1920 — Звільнення Теребовлі від більшовиків армією УНР.

## Міжвоєнний період
- 1922 — Заснування філії «Союзу українок».
- 1922 — Створення Українського студентського гуртка в Теребовлі.
- 1928 — Побудовано римо-католицький парафіяльний костел св. Петра і Павла.
- 1929 — Біля церкви св. Миколая відкрито пам'ятник воїнам УГА. Відновлено в 1991 р.
- 1930 — У Теребовлі побудовано міський стадіон.
- 1931 — Відкриття філії Українського Товариства в Теребовлі.
- 1937 — Побудовано новий шкільний корпус (тепер СШ № 2).
- 1938 — Побудовано відкритий плавальний басейн.

## Друга світова війна
- 17 вересня 1939 — Другий вступ більшовиків у Теребовлю.
- 10 січня 1940 — Теребовля стає районним центром новоутвореної Тернопільської області
- 1939 — Відкрито цех ялинкових прикрас. У 1964 р. він стає фабрикою.
- 1940 — У Теребовлі відкрито бібліотечну школу (тепер Вище училище культури).
- 1940 — Відкриття лікарні в Теребовлі.
- 6 липня 1941 — Вступ німецько-нацистських військ у Теребовлю.
- 5 листопада1942 — до винищувального табору у місті Белжець вивезено 1091 представників єврейського народу, 109 розстріляно на місці.
- 1 грудня 1942 — створення Теребовлянського гетто.
- 7 квітня, 3 червняі 5 червня 1943 — Масові страти нацистами євреїв біля с. Плебанівка.
- 23 березня 1944 — Звільнення Теребовлі від німецько-нацистських загарбників. Третій вступ більшовиків у Теребовлю.

## Радянський період
- 1946 — Почала давати продукцію Теребовлянська взуттєва фабрика.
- 1954 — Встановлення пам'ятника Т. Г. Шевченку в Теребовлі.
- 1959 — До Теребовлянського району приєднано ліквідований Буданівський район.
- 1960 — с. Боричівку адміністративно приєднано до Теребовлянської міської Ради.
- 1962 — До Теребовлянського району приєднано ліквідований Микулинецький район.
- 1962 — Завершено будівництво нового корпусу школи-інтернату (тепер гімназія-інтернат).
- 1963 — До Теребовлянського району приєднано ліквідований Золотниківський район.
- 2 червня 1965 — село Сади адміністративно приєднано до Теребовлянської міської Ради.
- 1973 — Завершено будівництво заводу сухого знежиреного молока.
- 1982 — Завершено будівництво нового корпусу СШ № 1.
- 1986 — Початок газифікації Теребовлі.
- 1989 — Побудовано новий навчальний корпус школи для дітей з фізичними вадами.
- 24 листопада 1989 — У Теребовлі створено осередок Народного Руху України.
- 1990 — Зареєстровано громаду Української греко-католицької церкви у Теребовлі.
- 25 травня 1990 — Над міською ратушею піднято синьо-жовтий прапор.
- 15 липня 1990 — Засновано перший у краї демократичний часопис «Воля».
- 22 липня 1990 — Створення осередку Української республіканської партії у Теребовлі.
- 22 вересня 1990 — На Всеукраїнській конференції уповноважених ДемПУ у Теребовлі проголошено заснування Демократичної партії України, а часопис «Воля» став її центральним друкованим органом.
- 9 березня 1991 — Реконструйовано сквер на майдані Т. Г. Шевченка. Освячено пам'ятник Кобзареві на новому місці.
- 9 квітня 1991 — У Теребовлі зареєстровано громаду Української автокефальної православної церкви. У приміщення монастиря oo. Кармелітів переведено з Тернополя Духовну семінарію УАПЦ.
- 30 червня 1991 — Відновлено діяльність «Союзу українок» у Теребовлі.
- 17 серпня 1991 — Утворення Спілки репресованих у Теребовлі.

## Період Незалежної України
- 1992 — Зареєстровано громаду католицької церкви у Теребовлі.
- 24 червня 1992 — Відновлено міське об'єднання товариства «Просвіта».
- 27 серпня 1992 — Відновлено Теребовлянське районне об'єднання товариства «Просвіта».
- 24 серпня 1993 — Створення у Теребовлі Братства ОУН — УПА.
- 30 січня 1994 — Створення Теребовлянської районної Спілки краєзнавців.
- 1 вересня 1994 — Відновлення гімназії у Теребовлі.
- 1996 — Створення районного і міського проводів Конгресу української інтелігенції.
- 5 липня 1997 — урочисте відзначення 900-ліття міста Теребовлі.
- 1997 — Відкриття й освячення пам'ятника князю Васильку Теребовлянському.
- 2015, 2 вересня — відбувся матч «Нива» Теребовля — «Рух» Винники, рахунок 1:3 (перший м'яч гостей забив Максим Шацьких).[3][4]